# Ciberapagón en Corea del Norte de 2014
El ciberapagón en Corea del Norte de 2014 fue un repentino apagón cibernético sufrido en este país el 23 de diciembre de 2014. Según especulaciones,[cita requerida] puso haber sido en represalia por los sucesos del 24 de noviembre pasado en relación con el ciberataque a Sony Pictures para impedir el estreno del film "The Interview" en donde es asesinado el presidente Kim Jong-un.

## Síntesis
Los sitios web del país estuvieron caídos durante casi 10 horas ese día. Algunos medios de Corea del Sur explicaban que Estados Unidos estaría detrás del suceso ya que, aunque las caídas de las páginas web norcoreanas son relativamente frecuentes, no era tan habitual que un apagón afecte a todas a la vez. En Corea del Norte internet solo está al alcance de las élites más acomodadas y aun así, la mayoría de las páginas de otros países están censuradas, por lo que en Corea del Norte se usa más un internet propio, completamente controlado por el gobierno. De esta manera, las redes de internet norcoreanas aún están en un periodo de bajo desarrollo y dependían de un solo proveedor de China en ese tiempo.
El Gobierno de Estados Unidos acusó a Pionyang de ser responsable del ciberataque que llevó a Sony Pictures a cancelar el estreno de The interview; Norcorea sigue negando su culpabilidad. Es por ello que muchos expertos han señalado la posibilidad de que, debido a la fragilidad de las conexiones en Corea del Norte, la caída de su sistema responda más a un contratiempo técnico u otro tipo de problema y no a una acción desde algún otro país.